# Національний союз надії
Національний союз надії (ісп. Unidad Nacional de la Esperanza, UNE) — політична партія Гватемали соціал-демократичної ідеології. Її членом є колишній президент Гватемали Альваро Колом.